# Austrella
Austrella is een geslacht van korstmossen behorend tot de familie Collemataceae. De typesoort is Austrella arachnoidea.

## Soorten
Volgens Index Fungorum bevat het geslacht drie soorten (peildatum december 2021):
| Soortnaam             | Auteur(s)               | Publicatiejaar |
| --------------------- | ----------------------- | -------------- |
| Austrella arachnoidea | P.M. Jørg.              | 2004           |
| Austrella brunnea     | (P.M. Jørg.) P.M. Jørg. | 2004           |
| Austrella isidioidea  | P.M. Jørg. & Fryday     | 2017           |